# Gan Sorek
Gan Sorek (hebr. גן שורק) – moszaw położony w samorządzie regionu Gan Rawe, w Dystrykcie Centralnym, w Izraelu.
Leży na równinie Szaron, w otoczeniu miast Riszon le-Cijjon i Jawne, moszawów Neta’im i Bet Chanan, oraz kibucu Palmachim.

## Historia
Pierwotnie w miejscu tym znajdowały się grunty rolne arabskiej wioski An-Nabi Rubin, która podczas wojny o niepodległość w dniu 1 czerwca 1948 została zdobyta, a jej mieszkańców deportowano.
Współczesny moszaw został założony w 1950 przez żydowskich imigrantów z Polski i Rumunii. Nazwano go na cześć przepływającej w pobliżu rzeki Sorek.

## Kultura i sport
W moszawie znajduje się ośrodek kultury i sportu, przy którym jest boisko do piłki nożnej.

## Gospodarka
Gospodarka moszawu opiera się na intensywnym rolnictwie i sadownictwie.
Zakłady A.R.D. MOR Ltd. produkują różnorodne wyroby z plastiku.

## Komunikacja
Wzdłuż północno-wschodniej granicy moszawu przebiegają autostrady nr 4 (Erez–Kefar Rosz ha-Nikra), nr 20 (Riszon le-Cijjon–Riszpon) i nr 431 (Riszon le-Cijjon–Kefar Szemu’el), brak jednak możliwości bezpośredniego wjazdu na nią. Przy moszawie przechodzi droga nr 4311, którą jadąc na południowy zachód dojedzie się do kibucu Palmachim, natomiast jadąc na północny wschód dojedzie się do ronda z drogą nr 431, którą można dojechać na zachód do autostrady nr 4 lub na wschód do drogi ekspresowej nr 42 (Aszdod-Riszon le-Cijjon). Droga nr 4311 prowadzi dalej do miasta Riszon le-Cijjon.